# White Fang (boek)
White Fang (in het Nederlands ook gekend als "Pit-tah, de Grijze Wolf" en als "Wittand") is de titel en het hoofdpersonage uit een roman van de Amerikaanse auteur Jack London. Het boek werd eerst in delen gepubliceerd in het magazine Outing. In 1906 verscheen het verhaal in boekvorm. Het is een vervolg op het boek The Call of the Wild (in het Nederlands: De roep der natuur).
Het verhaal situeert zich in Yukon tijdens de goudkoorts van Klondike op het einde van de 19de eeuw en beschrijft het zware leven van de wolfshond White Fang.
Het boek is grotendeels geschreven vanuit het oogpunt van White Fang en hoe hij de gewelddadige levensstijl van zowel dieren als mensen ervaart. Het boek behandelt ook meer complexe thema's zoals moralisme en theologie.
Het boek werd in 1991 verfilmd onder de titel White Fang.

## Verhaal
Twee mannen, Bill en Henry, trekken met hun sledehonden naar het afgelegen stadje Fort McGurry in Yukon om het stoffelijk overschot van Lord Albert af te leveren. Ze worden achtervolgd door een roedel hongerige wolven die dag na dag een of meerdere sledehonden vangen. Nadat de laatste sledehond en Bill werden gedood, wordt Henry gevonden door een grotere groep mensen. Dit schrikt de wolven af, waardoor zij vluchten. De roedel splitst op en het verhaal richt zich vanaf dan op een moederwolf en haar partner One-eye (Eenoog). De moederwolf werpt een nest van vijf welpen nabij de rivier Mackenzie. Eén welp overleeft. One-eye wordt gedood door een Canadese lynx wanneer hij diens prooi wil afnemen. De moederwolf neemt wraak en doodt de lynxwelpen. Dit leidt tot een gevecht tussen de wolf en de lynx. De lynx sterft tijdens het gevecht.
Op een dag wordt het wolfwelpje gevonden door vijf First Nations-indianen. De moederwolf komt in actie om haar welp te redden. Een van de mannen, Grey Beaver, herkent de moederwolf als zijnde Kiche. Kiche was de wolfshond van zijn overleden broer. Op een dag was Kiche spoorloos verdwenen. Grey neemt Kiche en de welp mee naar huis. Hij geeft de welp de naam White Fang. White Fang heeft een hard leven in het kamp: de andere puppy's, met Lip-lip als leider, zien hem als een echte wolf, waardoor ze hem geregeld aanvallen en verstoten. Ook de mensen tonen niet al te veel interesse. Daardoor krijgt White Fang eerder een wreedaardig, nors, solitair en dodelijk karakter.
Wanneer White Fang vijf jaar is, wordt hij door Grey overgebracht naar Fort Yukon. Daar verkoopt Grey hem voor enkele flessen whisky aan Beauty Smith, een man die leeft van hondengevechten. Beauty Smith traint White Fang als gevechtshond. Hij wint alle gevechten, onder meer met wolven en lynxen. Op een dag dient White Fang te vechten met een buldog. De buldog grijpt White Fang naar de keel waardoor deze bijna stikt. White Fang wordt net op tijd gered door Weedon Scott, een jonge goudzoeker, die de wedstrijd laat stilleggen. Hij koopt White Fang voor een grote som.
Scott hertraint de wolfshond en wint zijn vertrouwen en liefde. Nadat Scott beslist om terug te keren naar Sierra Vista, neemt hij White Fang mee. Daar dient White Fang zich nogmaals aan te passen aan de lokale wetgeving.
Rechter Sweedon, de vader van Scott, heeft Jim Hall onterecht een gevangenisstraf opgelegd. Jim is ontsnapt en zint op wraak door de rechter te vermoorden. Tijdens deze poging wordt Jim door White Fang aangevallen en gedood. Hierdoor krijgt White Fang de bijnaam 'De Gezegende Wolf'. Het verhaal eindigt wanneer White Fang in de zon zit tezamen met enkele puppy's die hij heeft verwekt bij de schaapshond Collie.

## Personages
- White Fang of Pit-Tah is het hoofdpersonage. Hij is drie vierde wolf en een vierde hond. Hij is in het wild geboren en wordt door Grey Beaver min of meer gedomesticeerd. Hij groeit op in een wrede en liefdeloze omgeving. White Fang wordt constant afgetroggeld door de andere honden. White Fang wordt gekocht door Beauty Smith die hem inschakelt in hondengevechten. White Fang wordt gered door Weedon Scott. Weedon heropvoedt de wolfshond en brengt hem over naar een rustige, liefdevolle omgeving. White Fang redt daar het leven van rechter Scott en wordt vader van 6 welpen die hij heeft verwekt bij schaapshond Collie.
- She-Wolf
- Weedon Scott is de derde eigenaar van White Fang en de eerste die affectie toont. Hij redt White Fang wanneer deze in een hondengevecht dreigt gestikt te worden door een buldog. Uiteindelijk slaagt Weedon erin om White Fang te temmen. Langzaamaan begint de wolfshond hem te vertrouwen en liefde te tonen. Weedon neemt de wolfshond mee naar Californië.
- Grey Beaver is de eerste eigenaar van White Fang. Hij is een wrede man die geen affectie toont naar White Fang. White Fang aanvaardt hem wel als zijnde zijn baas en leider. De alcoholverslaafde Grey verkoopt White Fang voor enkele flessen whisky.
- Kiche is de moeder van White Fang. Ze is half wolf, half hond. Ze was ooit eigendom van Grey Beaver's broer, maar ontsnapte tijdens een voedseltekort. Ze keert terug naar de First Nations wanneer haar enig overblijvende welp (White Fang) door hen werd meegenomen. Na enige tijd wordt ze door de mensen terug verstoten en keert terug naar de wildernis. White Fang ontmoet haar nog één keer, maar wordt door Kiche weggestuurd omdat zij haar nieuwe welpen wil beschermen.
- Lip-lip is een puppy die in het indianenkamp woont. Hij koeioneert White Fang voortdurend en zet alle andere honden tegen hem op. White Fang doodt Lip-lip in het woud.
- Beauty Smith is de tweede eigenaar van White Fang. Hij is een lugubere figuur die White Fang van Grey Beaver koopt voor enkele flessen whisky. Hij traint White Fang als gevechtshond. Nadat hij White Fang heeft verkocht aan Weedon Scott tracht hij het dier te ontvoeren. White Fang valt hem brutaal aan.
- One-Eye is de vader van White Fang. Hij is een rasechte wolf die zijn rivalen doodde om met Kiche te kunnen paren. One-Eye wordt gedood door een lynx wanneer hij diens welpen als prooi tracht te bemachtigen.
- Jim Hall is een ontsnapte crimineel die door rechter Judge onterecht werd veroordeeld. Jim zint op wraak en wil de rechter ombrengen. White Fang kan de moordpoging verijdelen: hij valt Jim aan. Jim sterft ten gevolge van de wonden.
- Rechter Scott is de vader van Weedon Scott. Hij vertrouwt White Fang niet tot wanneer het beest zijn leven redt.
- Collie is een schaapshond op de boerderij van Scott. In eerste instantie vertrouwt ze White Fang niet, maar stilletjes aan komt het goed tussen beide. Ze wordt zwanger van White Fang.
- Henry is een sleehondendrijver in het begin van het boek. Tijdens een wolvenaanval wordt hij gered door de lokale bevolking.
- Bill reist samen met Henry. Hij wordt door de wolven gedood.
- Mit-sah is de zoon van Grey Beaver. Hij gebruikt White Fang en de andere honden voor zijn slede.
- Matt is de hondendrijver die voor Scott werkt. Hij voedt White Fang en gebruikt hem als sledehond.